# Mohammad Khaledur Rahman Tito
Mohammad Khaledur Rahman Tito (1 de marzo de 1945 - 10 de enero de 2021) fue un político de Bangladés que ocupó cargos como miembro del parlamento Jatiya Sangsad, miembro del Partido Jatiya durante 1986–1988 y miembro de la Liga Awami de Bangladés durante 2009–2013 en representación del distrito electoral Jessore-3.

## Biografía

### Primeros años
En 1960 aprobó su matriculación y tres años más tarde los exámenes intermedios en el college Quaid e Azam (ahora Government Shaheed Suhrawardy College) de Dhaka en aquel entonces Pakistán Oriental. Luego se graduó del college de Michael Madhusudan en Jessore en el año 1967.
Su carrera política inicio en 1963 cuando se unió en Chhatra Union en el collaje Michael Madhusudan. Posteriormente se involucró por los trabajadores de izquierda en 1967.

### Carrera política
En 1984 fue elegido presidente del municipio de Jessore y en 1986 miembro del Jatiya Sangsad por el Partido Jatiya. Al año siguiente asumió el cargo de secretario organizador del Partido Jatiya central. En 1990 fue nombrado ministro de Estado en el Ministerio de Trabajo y Mano de Obra. En 1991 después de la caída del gobierno de Hussain Muhammad Ershad fue encarcelado, aunque a fines de ese mismo año fue nombrado secretario general (encargado) del Partido Jatiya.
El 9 de marzo de 2006 se unió a la Liga Awami de Bangladés. Fue elegido miembro del Parlamento por el estado de Jessore-3 el 29 de diciembre de 2008 como candidato de la Liga Awami de Bangladés. El 22 de abril de 2009 demandó al exministro Tariqul Islam también editor del Daily Loksamaj por difamación.
En marzo de 2015 fue atacada su casa ubicada en Jessore.